# 738.º Batallón Antiaéreo Ligero
El 738° Batallón Antiaéreo Ligero  (738. leichte Flak-Abteilung (o)) fue una unidad de la Luftwaffe durante la Segunda Guerra Mundial. 

## Historia
Fue formado en julio de 1942 en Leipzig con:
- Grupo de Plana Mayor/738° Batallón Antiaéreo Ligero/Nuevo
- 1° Bat./738° Batallón Antiaéreo Ligero/Nuevo
- 2° Bat./738° Batallón Antiaéreo Ligero desde la 4° Bat./436° Batallón de Reserva Antiaérea
- 3° Bat./738° Batallón Antiaéreo Ligero desde la 5° Bat./436° Batallón de Reserva Antiaérea
- 4° Bat./738° Batallón Antiaéreo Ligero desde la 4° Bat./136° Batallón de Reserva Antiaérea

La 5° Bat./738° Batallón Antiaéreo Ligero fue formada a mediados de 1943 desde la 8° Bat./876° Batallón Antiaéreo Ligero.

## Servicios
- 1942–1945: en Augsburgo como Grupo Antiaéreo Bajo Kaserne, después Oettingen/Lechfeld.
- 1 de noviembre de 1943: en Augsburgo bajo la 4° Brigada Antiaérea (2° Regimiento de Proyectores Antiaéreo).
- 1 de enero de 1944: en Augsburg bajo la 4° Brigada Antiaérea (2° Regimiento de Proyectores Antiaéreo).
- 1 de febrero de 1944: en Augsburg bajo la 4° Brigada Antiaérea (2° Regimiento de Proyectores Antiaéreo).
- 1 de marzo de 1944: en Augsburg bajo la 4° Brigada Antiaérea (2° Regimiento de Proyectores Antiaéreo).
- 1 de abril de 1944: en Augsburg bajo la 4° Brigada Antiaérea (2° Regimiento de Proyectores Antiaéreo).
  - En Innsbruck bajo la 4° Brigada Antiaérea (130° Regimiento Antiaéreo) [5° Escuadra/738° Batallón Ligero Antiaéreo].
- 1 de mayo de 1944: en Augsburg bajo la 26º División Antiaérea (2° Regimiento de Proyectores Antiaéreo).
- 1 de junio de 1944: en Augsburg bajo la 26º División Antiaérea (115° Regimiento Antiaéreo).
  - En Innsbruck bajo la 26º División Antiaérea (130° Regimiento Antiaéreo) [5° Escuadra/738° Batallón Ligero Antiaéreo].
- 1 de julio de 1944: en Augsburg bajo la 26º División Antiaérea (115° Regimiento Antiaéreo).
  - En Innsbruck bajo la 26º División Antiaérea (130° Regimiento Antiaéreo) [5° Escuadra/738° Batallón Ligero Antiaéreo].
- 1 de agosto de 1944: en Augsburg bajo la 26º División Antiaérea (115° Regimiento Antiaéreo) [Grupo de Estado Mayor, 1° Escuadra, 2° Escuadra, 3° Escuadra, 4° Escuadra/738° Batallón Ligero Antiaéreo].
  - En Innsbruck bajo la 26º División Antiaérea (130° Regimiento Antiaéreo) [5° Escuadra/738° Batallón Ligero Antiaéreo].
- 1 de septiembre de 1944: en Augsburg bajo la 26º División Antiaérea (115° Regimiento Antiaéreo) [Grupo de Estado Mayor, 1° Escuadra, 2° Escuadra, 3° Escuadra, 4° Escuadra/738° Batallón Ligero Antiaéreo].
  - En Innsbruck bajo la 26º División Antiaérea (130° Regimiento Antiaéreo) [5° Escuadra/738° Batallón Ligero Antiaéreo bajo el Grupo de Estado Mayor/s.577].
- 1 de octubre de 1944: en Augsburg bajo la 26º División Antiaérea (115° Regimiento Antiaéreo) [Grupo de Estado Mayor, 1° Escuadra, 2° Escuadra, 3° Escuadra, 4° Escuadra, 5° Escuadra/738° Batallón Ligero Antiaéreo].
- 1 de noviembre de 1944: en Augsburg bajo la 26º División Antiaérea (115° Regimiento Antiaéreo) [Grupo de Estado Mayor, 1° Escuadra, 2° Escuadra, 3° Escuadra, 4° Escuadra, 5° Escuadra/738° Batallón Ligero Antiaéreo].
- 1 de diciembre de 1944: en Augsburg bajo la 26º División Antiaérea (115° Regimiento Antiaéreo) [Grupo de Estado Mayor, 1° Escuadra, 2° Escuadra, 3° Escuadra, 4° Escuadra, 5° Escuadra/738° Batallón Ligero Antiaéreo].